# Hugo von Kutschera

Hugo Freiherr von Kutschera

Hugo Freiherr von Kutschera (* 16. März 1847 in Wien; † 1. September 1909 in Vöslau) war ein österreichisch-ungarischer Diplomat und Orientalist.

## Familie
Die katholische Familie Kutschera stammte aus Böhmen. Die Stammreihe der Familie beginnt mit Johann Kutschera (geb. 1744) aus St. Johann bei Prag.
Österreichischer Freiherrnstand Wien, 6. März 1885 für Hugo Kutschera, k.k. Legationsrat und Administrativdirektor der Landesregierung in Sarajevo, als Ritter des Ordens der Eisernen Krone 2. Klasse.
Wappen (1885): In Blau in bewegter offener See ein 4-zackiger dunkler Felsen, über dem eine gold-bewehrte silberne Möwe schwebt; auf dem Helm mit blau-silbernen Decken eine natürliche Möwe; Wahlspruch: Terra marique
Er war mit Josephine, geb. Lederer, verheiratet. Aus der Ehe geht die Tochter Caroline von Kutschera (1891–1956) hervor.

## Leben
Hugo Kutschera, Sohn eines hohen Beamten, studierte Türkisch, Arabisch, Persisch und andere Ostsprachen an der K.k. Akademie für Orientalische Sprachen in Wien. 1871 wurde er Konsul in Rustschuk in der osmanischen Donau-Provinz (heute Ruse in Bulgarien), 1876 Dragoman und dann Legationssekretär in Konstantinopel. 1880 ernannte ihn die Griechische philologische Gesellschaft in Konstantinopel zum ordentlichen Mitglied.
1882 wurde er Beamter in der habsburgischen Landesregierung von Bosnien und Herzegowina und war ab 1887 Ziviladlatus des Chefs der Landesregierung in Sarajevo. Er war zuständig für die kulturelle Integration dieser nach dem Berliner Kongress von 1878 der österreich-ungarischen Verwaltung unterstellten zuvor osmanischen Gebiete. 1904 wurde er zum Sektionschef und Geheimen Rat ernannt.
Nach seiner Pensionierung im Jahre 1909 engagierte er sich bei der Erforschung der Chasaren. Seine Erfahrungen mit Juden semitischer und chasarischer Herkunft und seine Kenntnisse der Ostsprachen und Dialekte verhalfen ihm zu einem Einblick, wie ihn nur wenige Forscher hatten. Auch er war von der Herkunft der Ostjuden aus dem Volk der Chasaren überzeugt und schrieb das Werk Die Chasaren – eine historische Studie, welche aber erst nach seinem Tod veröffentlicht werden konnte. Dieses Buch wurde im Geiste des konservativen Völkismus geschrieben. Der Autor stellt Thesen über Juden und Chasaren auf, ohne den geringsten Beweis zu haben. Auch nennt er für seine Einschätzungen keine Quellen. Das wissenschaftliche Niveau ist daher sehr niedrig.

## Schriften
- Die Chasaren, Holzhausen, Wien, 1910.